# Takajuki Morimoto
Takajuki Morimoto (* 7. květen 1988) je japonský fotbalista.

## Reprezentace
Takajuki Morimoto odehrál 10 reprezentačních utkání. S japonskou reprezentací se zúčastnil Mistrovství světa 2010.

## Statistiky
| Japonsko | Japonsko | Japonsko |
| Roky     | Záp.     | Góly     |
| -------- | -------- | -------- |
| 2009     | 2        | 1        |
| 2010     | 7        | 2        |
| 2011     | 0        | 0        |
| 2012     | 1        | 0        |
| Celkem   | 10       | 3        |